# كاب هيد
كاب هيد لعبة منصات مستقلة تم تطويرها ونشرها من قبل شركة ستوديو ام دي اتش أر بدأ العمل عليها في عام 2010، بطلاها (كاب هيد) و (ماغ مان) ذهبا إلى الكزينو وكانا يربحان، حتى أتى الشيطان وللأسف، قاما بعقد صفقة خاسرة مع الشيطان ولذا عليهما دفع الثمن، عبر إرسلهما في محاولة لاستعادة أرواح المدينين الهاربين; لكي لا يأخذ الشيطان روحهما. رسومات اللعبة تشبه الرسوم المتحركة في الثلاثينات. اللاعب سيواجة مراحل بسيطة وقتال زعماء مستمر طوال اللعبة. تمتلك اللعبة طور تعاون محلي وليس عبر الشبكة. اللعبة صدرت في 29 سبتمبر 2017 على الإكس بوكس ون والمايكروسوفت ويندوز. واشتهرت اللعبة بصعوبتها حيث انها تقريباً أصعب لعبة في العالم، و7% من يلعبوها فقط من أنهوا اللعبة تقريباً.
استوحى مبدعو اللعبة، الأخوان تشاد وجاريد مولدنهاور الإلهام من أسلوب الخرطوم المطاطي للعصر الذهبي للرسوم المتحركة الأمريكية والصفات السريالية لأعمال استوديوهات والت ديزني للرسوم المتحركة، واستوديوهات فليشر ووارنر براذارز كارتونز وإم جي إم كارتون ستوديو ووالتر لانتز الإنتاج. تذكرنا بجامليات الثلاثينيات وعصر الجاز، وتشتهر اللعبة بالرسوم المتحركة والموسيقى التصويرية: جميع الأصول داخل اللعبة تستخدم الرسوم المتحركة المرسومة مع عيوب بشر متعمدة، وتم كتابة الموسيقى التصويرية وتسجيلها بمجموعة كاملة من موسيقى الجاز.
وفي 18 فبراير 2022 تم عرض مسلسل ذا كاب هيد شو (The Cuphead show) من نتفلكس لأول مرة وتم دبلجة هذا المسلسل لأكثر من 30 لغة منها العربية

## اللعب
تتمحور طريقة اللعب في كاب هيد على معارك الزعماء المستمرة، والتى تتخللها مستويات الجري والبندقية. يقع كل منها في واحد من أربعة عوالم ومطلوب هزيمة الشيطان لتنهي اللعبة. تتضمن كل معركة رؤساء ثلاثة أوضاع، بسيط وعادي وخبير (لتفتح وضع الخبير يجب ان تنهي اللعبة)، (ولا يتوفر وضع البسيط في اخر مرحلتين).يجب ان تلعب الوضع العادي لتتقدم في اللعبة والوضع البسيط لكي تتدرب حتى تنهي الوضع العادي. تكون معظم معارك الزعماء على الأرض، لكن هناك بعض المعارك تكون باستخدام الطائرات. تتضمن اللعبة عناصر لعب الأدوار وتسلسل مستوى متفرع تتمتع شخصيات اللاعب بحياة لا نهائية. ويمكن شراء الكثير من القدرات والأسلحة من متجر بوركرايند (Porkirind's Emporium) ويمكن شراء الأسلحة باستخدام العملات المعدنية الموجودة في المستويات. ويمكن لللاعب استخدام قدرة تسمى الباري وهي صفع الأشياء الوردية اللون واهمها، شحنة فائقة القوة تتيح هجمات أكثر قوة. وإذا جمعت خمس أوراق لعب يمكنك استخدام الفنون الخارقة (super arts) وهناك ثلاثة أنواع واحدة في كل عالم لكسب هذه القوة يجب عليك ان تنهي مراحل المتحف عن طريق استخدام قدرة الباري لقتل الأشباح ولتنقذ الجرة. تحتوى اللعبة على وضع تعاوني محلي للاعبين. وإذا مات أحد اللاعبين يمكن احدهما ان ينقذ اللاعب الأخر عن طريق قدرة الباري قبل ان يكون أعلى الشاشة. وفي نهاية المرحلة يتم ترتيب اللاعبين بدرجة بناءً على الأداء، يتم تحديدها بالوقت المستغرق لإكمال المستوى، والضرر الذي تم إحرازه، وعدد الهجمات المتصدية، وعدد المرات التي تم فيها استخدام جزء من عداد السوبر، بالأضافة إلى مستوى الصعوبة. وبعد ان اضيف الإصدار الإضافي في 30 يونيو 2022 (DLC) أي (The Delicious Last Corse) أضيفت أسلحة جديدة وقدرات جديدة وعالم جديد وأصبح لكاب هيد وماغ مان صديقة ثالثة هي الأنسة تشاليس وهي تمتلك كثير من الحركات مثل القفزة المزدوجة والإندفاع الباري.

## حبكة

### لا تتعامل مع الشيطان (الإصدار الأصلي)
على جزيرة Inkwell ، يعتبر (كاب هيد) وشقيقه (ماغ مان) طفلان محبان للمرح يعيشان تحت العين الساهرة لـ (إيلدر كتيل). على الرغم من تحذيرات (إيلدر كتيل)، توجه الأخوان إلى كازينو (Devil's Casino) وبدأوا في لعب لعبة الكرابس. عندما يذهبون في سلسلة انتصارات، يظهر الشيطان ويعقد صفقة، ويعرض عليهم منحهم كل الأموال الموجودة في الكازينو إذا ربحوا الجولة التالية ويهددهم بأخذ أرواحهم إذا خسروا. يقبل (كاب هيد) العرض ويخسر بعيون الأفعى المتدحرجة. وبينما يتوسل هو و (ماغ مان) للرحمة، يعرض عليهم الشيطان صفقة أخرى: إذا تمكنوا من تحصيل "عقود الروح" من المدينين الهاربين بحلول منتصف ليل اليوم التالي، فسيتم إنقاذ الأخوين. يعود (كاب هيد وماغ مان) إلى (إيلدر كتيل)، الذي يعطيهما جرعة سحرية تسمح لهما بإطلاق انفجارات من الطاقة من أصابعهما، ولكنه يحذرهما أيضًا من أن المدينين قد لا يتحولون إلى عقود أرواحهم عن طيب خاطر.
يسافر الأخوان حول جزر Inkwell المجاورة، ويقاتلون المدينين من أجل الحصول على عقودهم. عند دخولهم الجزيرة الثانية، لاحظ (إيلدر كتيل) أن الثنائي يزداد قوة من معاركهما، ويحثهما على "فعل الشيء الصحيح" عندما يقابلان الشيطان. سرعان ما يجمع الأخوان كل عقود الروح، ويعودون إلى كازينو الشيطان. بعد هزيمة الملك النرد، مدير الكازينو، يواجه الأخوان الشيطان. إذا اختار اللاعب تسليم العقود، فإن (كاب هيد وماغ مان) يتحولان إلى أتباع الشيطان الشيطاني وتنتهي اللعبة. إذا لم يكن الأمر كذلك، فإن الشيطان يغضب من الإخوة لأنهم لم يلتزموا بنهاية الصفقة ويهاجمهم. هزم (كاب هيد وماغ مان) الشيطان، وأحرقوا العقود، وعادوا إلى ديارهم. تعلم أنه ليس لديهم ما يخشونه من الشيطان بعد الآن.

### الدورة الأخيرة اللذيذة (الإصدار الإضافي)
بعد تحرير روح تُعرف باسم الكأس الأسطوري من أحد أضرحة اللعبة الرئيسية، تلقى (كاب هيد وماغ مان) استدعاءًا منها لزيارة جزيرة Inkwell Isle الرابعة البعيدة. بمجرد وصولهم، تعرض (تشاليس) "ملف تعريف الارتباط النجمي" الذي يسمح لها بالتداول في الأماكن مع الأخ الذي يأكلها، مما يحوله إلى شبح ويعيدها مؤقتًا إلى الحياة مثل السيدة تشاليس. كشف مخترع ملف تعريف الارتباط، الشيف (سالتبيكر)، عن وصفته الخاصة بحلوى خاصة تُعرف باسم (Wondertart)، والتي تتمتع بالقدرة على منح تشاليس جسدها الدائم؛ يلاحظ سالتباكر أن مكوناته المطلوبة يحتفظ بها العديد من السكان المعادين للجزيرة، وانطلق الأخوان لجمعها بمساعدة تشاليس.
بمجرد عودتهم إلى المخبز مع المكونات، يكشف (سالتبيكر) أن (Wondertart) يتطلب روحًا حية مخبوزة فيه للعمل، وأنه ينوي استخدام (Wondertart) لنفسه وقهر الطائرة النجمية. تحقيقا لهذه الغاية، استحوذ على روح بطل الرواية، الذي قد يكون أي شخصية ليست في اللعب عند الوصول إلى المخبز. يشتبك الاثنان المتبقيان في معركة (سالتبيكر) وهزيمته، مما أدى إلى تدمير المخبز وعدم ترك أي طريقة لإنهاء (Wondertart). غير راغبة في السماح لأي شخص آخر بالتخلي عن روحه لمصلحتها، قررت (تشاليس) البقاء شبحًا ومواصلة البحث عن طريقة للعودة إلى الحياة، مع الاستمرار في تقديم مساعدة (كاب هيد وماغ مان) حسب الحاجة عبر (Astral Cookie). في الخاتمة، يُقبض على (سالتبيكر) بسبب جرائمه ويُحكم عليه بخدمة المجتمع، حيث يدرك خلالها خطأ طرقه، ويعيد بناء مخبزه، ويعوض عن أفعاله.

## تطوير
كاب هيد هي اللعبة الأولى بواسطة Studio MDHR ، وهو استوديو تطوير ألعاب مستقل كندي أسسه الأخوان تشاد وجاريد مولدنهاور. انتهى الأمر بالأخوة إلى إعادة رهن منزلهم لإنهاء اللعبة. [1] [6] كتب اللعبة إيفان سكولنيك. [ بحاجة لمصدر ] ساهم جيك كلارك في أعمال رسوم متحركة إضافية بقيادة توني كوكولوزي. بدأ تطويره في عام 2010 باستخدام محرك لعبة Unity ، وتم تطويره من منازل الأخوين في أوكفيل، أونتاريو وريجينا، ساسكاتشوان، على التوالي. كانت مستوحاة من الرسوم الكاريكاتورية من الأيام الأولى للعصر الذهبي للرسوم المتحركة الأمريكية مثل Disney و Fleischer Studios ، جنبًا إلى جنب مع رسامي الكارتون Ub Iwerks و Grim Natwick وWillard Bowsky . أطلق تشاد مولدينهاور على استوديوهات فلايشر اسم " الشمال المغناطيسي لأسلوبه الفني"، وسعى بشكل خاص لتقليد عناصرها "التخريبية والسريالية".
شاهد مولدينهاور العديد من الرسوم الكاريكاتورية المبكرة من العصر الذهبي في شبابهم، والتي يصفها تشاد مولدنهاور بأنها مصادفة، بناءً على الهدايا ومجموعات VHS . [13] من بين الأشقاء الآخرين في منزل الطفولة ريجينا، ساسكاتشوان، شارك الاثنان الذوق الجمالي والاهتمام باللعب. لقد حاولوا لعبة بأسلوب (كاب هيد في عام 2000، لكنهم افتقروا إلى الأدوات اللازمة للمتابعة. قرر الأخوان المحاولة مرة أخرى بعد نجاح لعبة (Super Meat Boy) المستقلة، الذي تم إصداره في عام 2010. الشخصية التي أصبحت (كاب هيد) تنحدر من فيلم رسوم متحركة ياباني دعائي عام 1936 يظهر شخصية مع فنجان رأس. قام فريق (Moldenhauers) بمحاكاة الرسوم المتحركة لأنهم وجدوا أنها غريبة و "عالقة على الفور". قبل الاستقرار عليه باعتباره الشخصية الرئيسية، ابتكر الأخوان حوالي مائة وخمسين تصميمًا مختلفًا للشخصية، بما في ذلك كابا يرتدي قبعة وشخصيات مع لوحة أو شوكة للرأس.
تقنيات الرسوم المتحركة الخاصة بهم مماثلة لتلك المستخدمة في هذه الرسوم المتحركة. قام تشاد مولدنهاور، الذي عمل سابقًا في تصميم الجرافيك، برسم الرسوم المتحركة يدويًا ورسم الخلفيات باستخدام الألوان المائية، وتلوينها في برنامج فوتوشوب . معدل إطارات اللعبة هو 60 إطارًا في الثانية، بينما تعمل الرسوم المتحركة بمعدل 24 في الثانية، وهو المعيار في الفيلم الأمريكي. رأى تشاد مولدينهاور أن العيوب البشرية المتضمنة عمدًا في تصميمهم الفني كرد فعل على كمال فن البكسل الحديث. عمل جاريد مولدنهاور على جوانب أخرى من اللعبة، وناقشا تصميم طريقة اللعب معًا. استأجر الاستوديو الخاص بهم مطورًا رومانيًا ورسام رسوم متحركة من بروكلين وموسيقي جاز من أونتاريو للمشروع. لقد سعوا إلى استخدام عمليات التسجيل القديمة لتلك الحقبة. النوتة الموسيقية من تأليف كريستوفر ماديجان وتتألف من واحد وخمسين مقطوعة موسيقية يؤديها موسيقيو الجاز والفرقة الكبيرة .
وصف فريق (كاب هيد) Moldenhauers بأنه يتمتع بنواة " لعبة رجعية " صعبة لتأكيده على أسلوب اللعب على الحبكة. [1] وصفت (كيل سكرين) المطورين بأنهم "مهووسون" بأساسيات الركض والبندقية "للرسوم المتحركة والاستغلال وصناديق النتائج ". قاموا بإجراء مراجعات متعددة للعديد من عناصر اللعبة، بما في ذلك كيف تشعر إجراءات اللعب على أطراف المنصات ومدة تعطيل اللاعبين بعد تلقي الضرر. خططوا لمستويات صعوبة متعددة واختاروا التخلي عن فتاة نموذجية في مؤامرة محنة واحدة حيث يخلق Cuphead متاعب لنفسه على الدوام. [1]خطط المطورون لتجاوز رقم غينيس للأرقام القياسية لعدد من معارك الزعماء في لعبة الجري والبندقية من خلال الحصول على أكثر من 30، مقارنة بالرقم القياسي 25 في Alien Soldier) . [3) كان تنفيذ اللعبة وتصميمها المرئي، بالإضافة إلى العدد المحدود من الموظفين، أكبر تحدٍ يواجه Studio MDHR ، وعلى هذا النحو، بذل فريق (Moldenhauers) جهودًا كبيرة لإكمال اللعبة، وحتى إعادة ترتيب منزلهم من أجل تمويلها.

## تحرير
على الرغم من أن اللعبة عُرضت خلال الحدث الصحفي لـ Xbox في معرض الترفيه الإلكتروني 2014 لموافقة الجمهور، إلا أنها لم تكن متاحة للعب وقدرت بأنها مكتملة بنسبة 40 بالمائة. كان من المتوقع أن يتم تمديدها عبر حزم التوسيع مع 10 إلى 15 رئيسًا لكل منها، على غرار الطريقة التي أضافت بها (Sonic & Knuckles) أعلى سلسلة Sonic . صدر (كاب هيد) في 29 سبتمبر 2017 لنظام التشغيل مايكرسوفت ويندوز وأكس بوكس وان، وهو يدعم Xbox Play Anywhere . تمتلك (King Features Syndicate) حقوق ترخيص البضائع والأدوات المتنوعة.
تم الكشف عن المحتوى القابل للتنزيل للعبة، (The Delicious Last Course) ، والذي يضيف جزيرة جديدة، ومواجهات رئيس، وشخصية ثالثة قابلة للعب (الأنسة تشاليس)، في E3 2018 لإصداره في عام 2019. ومع ذلك، كان المحتوى الجديد إلى عام 2020 لتجنب ممارسة الكثير من الضغط ووقت ضيق على فريق التطوير. تأخرت مرة أخرى بسبب وباء كوفيد-19 وتم إصدارها في النهاية في 30 يونيو 2022.
تم إصدار منفذ (كاب هيد) لنظام التشغيل (ماك أو أس) في 19 أكتوبر 2018، وتم الإعلان عنه بفيلم قصير متحرك بعنوان Crisp Apples .
تم إصدار منفذ لـ (نينتندو سويتش) في 18 أبريل 2019. أصبح هذا ممكنًا عندما تواصلت مايكرسوفت مع فريق التطوير بشأنه. تم إصدار منفذ بلاي ستيشن 4 في 28 يوليو 2020.
في يونيو 2019، أعلن الرئيس التنفيذي لشركة (Tesla Elon Musk) عن منفذ لنظام التشغيل (Linux -based) لشركة Tesla ، لبعض سياراتها، والذي أعرب عن تقديره للعبة. تم إصداره في سبتمبر 2019 كجزء من الإصدار 10 من برنامج Tesla ، على الرغم من أن المستوى الأول فقط كان قابلاً للعب.

## الاستقبال
استقبال
| العارض     | نتيجة                                                        |
| ---------- | ------------------------------------------------------------ |
| ميتاكريتيك | NS: 87/100 PS4: 86/100 الكمبيوتر الشخصي: 88/100 XONE: 86/100 |

| النشر                       | نتيجة    |
| --------------------------- | -------- |
| مدمر                        | 9.5 / 10 |
| حافة                        | 8/10     |
| الألعاب الإلكترونية الشهرية | 9.5 / 10 |
| لعبة المخبر                 | 8/10     |
| جيم سبوت                    | 8/10     |
| GamesRadar +                | خمس نجوم |
| قنبلة عملاقة                | خمس نجوم |
| IGN                         | 8.8 / 10 |
| PC Gamer (الولايات المتحدة) | 86/100   |
| مضلع                        | 8.5 / 10 |
| VideoGamer.com              | 8/10     |

كتب (بن Kuchera) من (Polygon) أن (كاب هيد) كان واحدًا من أكثر خمسة عروض مثيرة للاهتمام في المؤتمر الصحفي لشركة (Microsoft E3 2014)، على الرغم من أنه لم يكن يعرف سوى القليل عن اللعبة بصرف النظر عن جمالياتها. قال إنها "وقفت على الفور" وأن الجميع في غرفة الصحافة بالموقع تفاعلوا بشدة مع المقطورة. فاز (كاب هيد) بجائزة IGN Best Xbox One في جائزة E3 في عام 2015، و"أفضل لعبة مستقلة" في حفل توزيع جوائز Gamescom) 2015). تم ترشيحه كـ "أفضل لعبة مستقلة" في E3 2016 Game Critics Awards .
تلقى (كاب هيد) مراجعات "مواتية بشكل عام"، وفقًا لمجمع المراجعة (Metacritic). لوحظت صعوبة ذلك من قبل العديد من وسائل الإعلام. رحب بريت ماكيدونسكي من ديستروكتويد بالصعوبة الكبيرة التي وصفها بأنها "صعبة لكن عادلة ". واستنادًا إلى التعرف على الأنماط "الشامل"، قال إنه يعتمد في النهاية على ذاكرة العضلات، بدلاً من رد الفعل. لقد فكر في هيكلة اللعبة حول معارك الرؤساء تم تنفيذه بشكل جيد، وأن كل لقاء مع رئيس يحمل سمات "مختلفة ومميزة ولا تنسى". مدحًا جماليات الثلاثينيات باعتبارها متماسكة، وجد أن الموسيقى التصويرية القائمة على موسيقى الجاز "رائعة بالمثل". وقال إن "نصف قطر إطلاق النار من ثمانية اتجاهات" كان "ثقيلًا ومربكًا". على الرغم من وفاته 188 مرة في مسيرته، إلا أن راي كارسيلو في (EGMNow) لم يكن محبطًا من الصعوبة، بل كان مدفوعًا إلى "حفر كعبي بشكل أعمق". وأشاد بالرسوم المرئية "الرائعة" المرسومة باليد، والتي لم يتفوق عليها سوى أسلوب اللعب الذي يتجاوز "التعرف على الأنماط". بيتر براون من (GameSpot) رأى أن محاربة الأعداء توفر تجربة مجزية بشكل كبير. ووصف جمالية الكارتون بأنها ساحرة، وغرس "اللون والتعبير"، و "الترفيه الحقيقي" للرسوم المتحركة السيلفية المرسومة باليد . لقد استمتع بأوقات التحميل السريعة التي تخدم تكتيكات التجربة والخطأ . على الرغم من أنه رأى "الخوف من غير المتوقع " كجزء من إثارة (كاب هيد) ، فقد استخف بفشلها في تحديد التقدم والقدرة.
كتب (لوكس سوليفان) في (GamesRadar) + أن (كاب هيد) "يقف شامخًا بين أفضل ألعاب الرماية ثنائية الأبعاد في كل العصور"، وأن طريقة اللعب تتطلب التعرف على نمط المريض، ولكنه ليس محبطًا وسوف يكافئ اللاعبين "عشرة أضعاف". وصف سوليفان الرسوم المتحركة بأنها رائعة، مع ثروة من التفاصيل في خلفيات الألوان المائية، والتي عملت بشكل جيد مع طريقة اللعب. لاحظ بن باك من (Giant Bomb) أن لعب اللعبة أسفر عن واحدة من أكثر تجارب الألعاب إمتاعًا، مشيرًا إلى مزيج من المنصات "الوحشية" وأسلوب فني "مدرك جيدًا بشكل استثنائي". (جو سكريبيلز) من IGNأعلن كل مشهد "تحفة فنية" وأثنى على العمل الصوتي، واصفا إياه بأنه "تطابق مثالي" مع الجماليات. ووصف معارك المنصات بأنها الجزء الأكثر إبداعًا، ونقص صحة العدو يعيق ميزته "الأذكى" و "الأكثر شيطانية". وجد المعارك مجزية و "واحدة من أعظم نقاط قوة (كاب هيد) ". وقال إن منصة "الجري من اليسار إلى اليمين" تفتقر إلى الإبداع، وانتقد "نظام الباري" ونظام التحكم. أحب (كريس شيلينغ) من (PC Gamer) أدوات التحكم في "القفز والاندفاع الموثوق به" مع التعامل "الرشيق وسريع الاستجابة". أوضح شيلينغ أن بعض العناصر العشوائية تعني "يمكنك"قال بوليجون إن اللعبة تثقف اللاعب في الإستراتيجية من خلال التجربة والخطأ. كان يتمتع بنظام تفادي "حاسم" و "متسامح نسبيًا"، أكثر من الهجمات المختلفة. واشتكى من أن الرؤساء النهائيين قد قللوا من أعظم ميزات اللعبة، وأن الصعوبة "تذهب إلى أبعد من اللازم في النهاية". كتب (Colm Ahern) من VideoGamer.com ، (كاب هيد) سيكون الأفضل في معظم الألعاب من حيث الشكل والصوت، وهزيمة ذلك الرئيس الذي كنت تعتبره لا يهزم يومًا أمرًا رائعًا." وانتقد الرؤساء النهائيين، قائلاً إن التحدي كان "خطوة بعيدة للغاية".
كتب الكاتب الذي لا يمكن الفوز به، (يوسف كول)، مقالًا بعنوان ("Cuphead and the Racist Specter of Fleischer Animation")، بحجة أنه باستخدام أسلوب الرسوم المتحركة للخرطوم المطاطي، طرح Studio MDHR أيضًا "التعصب والتحيز" الذي كان له تأثير قوي على الرسوم المتحركة المبكرة، مدعيًا أنه أن Studio MDHR تجاهل سياق وتاريخ الجمالية التي تكررت "بإخلاص". صرح كول أن الكثير من الصور التي أخذها Studio MDHR من أسلوب فلايشر حملت بشكل فعال الصور النمطية العنصرية من هارلم والمنشور في الثلاثينيات من القرن الماضي ، مما يدل على أن أسلوب الرسوم المتحركة قد بني عليه. صرح تشاد وجاريد مولدنهاور قبل إطلاق سراحهما أنهما يريدان صنع أسلوب رسوم متحركة يعود إلى الرسوم المتحركة في ثلاثينيات القرن الماضي دون أن يكون لهما صلة بالعنصرية أو العروض المنشقة فيها. صرحت ماجا مولدنهاور أيضًا أن كل ما أرادوه من عائلة فلايشر هو أسلوب الرسوم المتحركة والمرئيات ، و "ليسوا على دراية" بأي شيء آخر يحدث في تلك الحقبة. رداً على مقال كول ، دافع براندون أورسيلي من شركة (Niche Gamer) عن اللعبة باعتبارها تكريمًا لهذا الأسلوب الفني ، وكتب أنه لم يكن القصد منه تقديم روايات ، أو "الذهاب إلى أي مكان أبعد من حيث يجب أن تذهب من حيث الأساسيات. ورواية القصص المشابهة للأطفال ".

### المبيعات
في الأسبوعين الأولين من الإصدار ، تم بيع أكثر من مليون نسخة من (كاب هيد) في جميع أنحاء العالم. وصلت المبيعات إلى أكثر من أربعة ملايين بحلول يوليو 2019، وخمسة ملايين بحلول الذكرى السنوية الثانية لإصدارها. بحلول الوقت الذي تم إصداره لجهاز بلاي ستيشن 4 في يوليو 2020، كان قد وصل إلى 6 ملايين عملية بيع. كاب هيد: لقد جمعت الدورة الأخيرة اللذيذة إجمالي مليون عملية بيع في أقل من أسبوعين من إطلاقها.

### الجوائز
في جوائز لعبة الأكشن لعام 2017. صنفت EGMNow اللعبة في المرتبة الثانية على قائمتها لأفضل 25 لعبة لعام 2017، وصنفها بن "يهتزي" كروشو أوف زيرو بونتشنشن على المركز الثالث في قائمته لأفضل ألعاب 2017. صنفتها Verge كواحدة من أفضل 15 لعبة فيديو لعام 2017.
تم ترشيح Cuphead لـ "Breakout Game of the Year" في جوائز Game of the Year لعام 2017 الخاصة بألعاب PC Gamer ، [69] وفاز بجائزة "أفضل لعبة Xbox One" في جوائز لعبة Destructoid لعام 2017. [70] ] فازت بـ "أفضل لعبة Xbox One" و "أفضل إخراج فني" في جوائز IGN's Best of 2017، [71] [72] بينما كانت ترشيحاتها الأخرى لـ "Game of the Year" و "Best PC Game" و "Best Platformer "و" أفضل موسيقى أصلية "و" أفضل لاعبين متعددين ". [73] [74] [75] [76] [77]فازت بلعبة "أفضل لعبة في المظهر" و "أفضل أسلوب"، وحصلت على المركز الثاني في "أفضل صاحب متجر" عن شخصية Porkrind ، و "Best Music"، و "Best Debut"، و "Game of the Year" في Giant Bomb . جوائز لعبة العام 2017.
في أسبوع 14 سبتمبر 2019، تصدّر الألبوم Selected Tunes من Cuphead مخططات Billboard لألبومات الجاز . [82]
| يخفي قائمة الجوائز والترشيحات لـ Cuphead | يخفي قائمة الجوائز والترشيحات لـ Cuphead      | يخفي قائمة الجوائز والترشيحات لـ Cuphead                    | يخفي قائمة الجوائز والترشيحات لـ Cuphead |
| سنة                                      | جائزة                                         | فئة                                                         | نتيجة                                    |
| ---------------------------------------- | --------------------------------------------- | ----------------------------------------------------------- | ---------------------------------------- |
| 2017                                     | جوائز المقود الذهبي                           | أفضل تصميم مرئي                                             | فاز - ربح                                |
| 2017                                     | جوائز المقود الذهبي                           | أفضل لعبة إكس بوكس لهذا العام                               | فاز - ربح                                |
| 2017                                     | جوائز اللعبة 2017                             | أفضل إخراج فني                                              | فاز - ربح                                |
| 2017                                     | جوائز اللعبة 2017                             | أفضل لعبة مستقلة                                            | فاز - ربح                                |
| 2017                                     | جوائز اللعبة 2017                             | أفضل لعبة مستقلة لأول مرة                                   | فاز - ربح                                |
| 2017                                     | جوائز اللعبة 2017                             | أفضل نتيجة / موسيقى                                         | رشح                                      |
| 2017                                     | جوائز اللعبة 2017                             | أفضل لعبة أكشن                                              | رشح                                      |
| 2018                                     | جوائز آني الخامسة والأربعون                   | إنجاز بارز في أنيميشن الشخصيات في لعبة فيديو (حنا أبي حنا)  | فاز - ربح                                |
| 2018                                     | جوائز آني الخامسة والأربعون                   | إنجاز رائع في أنيميشن الشخصيات في لعبة فيديو (تينا ناوروكي) | رشح                                      |
| 2018                                     | جوائز DICE السنوية الحادية والعشرون           | لعبة العام                                                  | رشح                                      |
| 2018                                     | جوائز DICE السنوية الحادية والعشرون           | لعبة الأكشن للعام                                           | رشح                                      |
| 2018                                     | جوائز DICE السنوية الحادية والعشرون           | الإنجاز المتميز في الرسوم المتحركة                          | فاز - ربح                                |
| 2018                                     | جوائز DICE السنوية الحادية والعشرون           | إنجاز متميز في الإخراج الفني                                | فاز - ربح                                |
| 2018                                     | جوائز DICE السنوية الحادية والعشرون           | إنجاز رائع في التأليف الموسيقي الأصلي                       | فاز - ربح                                |
| 2018                                     | جوائز SXSW للألعاب                            | التميز في النوتة الموسيقية                                  | رشح                                      |
| 2018                                     | جوائز SXSW للألعاب                            | التميز في الإنجاز البصري                                    | رشح                                      |
| 2018                                     | جوائز SXSW للألعاب                            | التميز في الرسوم المتحركة                                   | فاز - ربح                                |
| 2018                                     | جوائز SXSW للألعاب                            | التميز في الفن                                              | فاز - ربح                                |
| 2018                                     | جوائز SXSW للألعاب                            | الملكية الفكرية الجديدة الواعدة                             | رشح                                      |
| 2018                                     | جوائز SXSW للألعاب                            | التميز في التصميم                                           | رشح                                      |
| 2018                                     | جوائز مهرجان الألعاب المستقلة                 | التميز في الفنون المرئية                                    | رشح                                      |
| 2018                                     | جوائز مهرجان الألعاب المستقلة                 | التميز في الصوت                                             | رشح                                      |
| 2018                                     | جوائز اختيار مطوري اللعبة                     | أفضل صوت                                                    | رشح                                      |
| 2018                                     | جوائز اختيار مطوري اللعبة                     | أفضل ظهور لأول مرة (Studio MDHR)                            | فاز - ربح                                |
| 2018                                     | جوائز اختيار مطوري اللعبة                     | أفضل فن بصري                                                | فاز - ربح                                |
| 2018                                     | حفل توزيع جوائز الأوسكار البريطاني الرابع عشر | الإنجاز الفني                                               | رشح                                      |
| 2018                                     | حفل توزيع جوائز الأوسكار البريطاني الرابع عشر | لعبة لاول مرة                                               | رشح                                      |
| 2018                                     | حفل توزيع جوائز الأوسكار البريطاني الرابع عشر | موسيقى                                                      | فاز - ربح                                |
| 2018                                     | حفل توزيع جوائز الأوسكار البريطاني الرابع عشر | الملكية الأصلية                                             | رشح                                      |
| 2018                                     | 2018 جوائز Webby                              | عمل                                                         | رشح                                      |
| 2018                                     | 2018 جوائز Webby                              | أفضل إخراج فني                                              | فاز - ربح                                |
| 2018                                     | 2018 جوائز Webby                              | أفضل تصميم مرئي (صوت الناس)                                 | فاز - ربح                                |
| 2018                                     | تطوير الجوائز                                 | تصميم الصوت (Sweet Justice Sound)                           | رشح                                      |
| 2018                                     | جوائز رابطة مطوري الألعاب المستقلين           | أفضل لعبة أركيد                                             | رشح                                      |
| 2018                                     | جوائز رابطة مطوري الألعاب المستقلين           | التصميم المرئي                                              | رشح                                      |
| 2022                                     | جوائز المقود الذهبي                           | أفضل لعبة توسع (الدورة الأخيرة اللذيذة)                     | فاز - ربح                                |

## تراث
تمت إضافة زي (Cuphead Mii Fighter) إلى لعبة القتال Super Smash Bros. Ultimate لعام 2018 عبر محتوى قابل للتنزيل في يناير 2020. كما تم تضمينه مع أحد موضوعات مستوى رئيس اللعبة ، "Floral Fury". تمت إضافة أربع "أرواح" تحمل طابع كاب هيد إلى Super Smash Bros. Ultimate في فبراير 2020. [104] في وقت لاحق من عام 2020، أضافت Arby إصدارًا محدودًا من الألعاب والمشغولات الورقية بناءً على بعض الشخصيات من اللعبة إلى قائمة الأطفال في حدد المواقع. لعبة منضدية ، Cuphead: Fast Rolling Dice Game، تم إصداره في عام 2021، ويضم تطبيقًا مصاحبًا لنظامي التشغيل iOS و Android يقوم بتشغيل الموسيقى وحساب النتيجة.

### ذا كاب هيد شو!
المقال الرئيسي: ذا كاب هيد شو،
ذا كاب هيد شو! سلسلة رسوم متحركة مبنية على اللعبة ومن إنتاج Netflix Animation ، تم الإعلان عنها في يوليو 2019. لا يستخدم العرض طرق الرسوم المتحركة بالقلم والورق مثل اللعبة ويستخدم بدلاً من ذلك الرسوم المتحركة الرقمية. يعمل تشاد وجاريد مولدنهاور كمنتجين تنفيذيين إلى جانب (CJ Kettler) من (King Features Syndicate). تم عرض المسلسل لأول مرة في 18 فبراير 2022. [108] في 19 أغسطس 2022، تم إصدار الموسم الثاني المكون من 13 حلقة في جميع أنحاء العالم. [109] تم إصدار الموسم الثالث المكون من 11 حلقة في 18 نوفمبر 2022. [110]

## روابط خارجية
- كاب هيد على موقع IMDb (الإنجليزية)